# Good Men, Good Women
Good Men, Good Women (好男好女S, Hǎonán hǎonǚP) è un film del 1995 diretto da Hou Hsiao-Hsien.
È l'ultimo film della trilogia legata a Città dolente (1989) e Il maestro burattinaio (1993). I protagonisti sono Annie Shizuka Inoh, Giong Lim e Jack Kao.
In Italia programmato solo su Fuori orario.

## Trama
Taipei: l'attrice Liang Ching, reduce da una relazione col gangster Ah Wei, deve interpretare in un film Chiang Bi-yu: un'eroina che negli anni trenta del Novecento era andata in Cina ad aiutare i rivoluzionari con l'amato Chung Hai-Kung e, tornata a Taiwan, era stata perseguitata dai nazionalisti, fino alla condanna a morte di Chung.

## Produzione
Hou (su sceneggiatura di Chu Tien-wen) intreccia passato e presente, finzione e realtà. Girando tutto in piano-sequenza e semplificando ulteriormente il suo stile, si limita a catturare l'imprevedibilità del reale. Il film venne girato a Taiwan e nella provincia cinese del Guangdong. Considerato un film di transizione del regista.

## Riconoscimenti
Good Men, Good Women vinse il Golden Horse Award (1995) per la miglior regia e fu presentato al Festival di Cannes di quell'anno.